# Off the Record
Off the Record is een Belgische muziekgroep die gekenmerkt wordt doordat ze al hun liederen zonder instrumenten zingen. Ze maken de geluidseffecten met hun eigen stem, oftewel beatboxen.
De groep bestond oorspronkelijk uit Stijn Cole, Jeroen Van Dyck, David Dermez en Manou Kersting. Die laatste werd vervangen door Rik Van Geel vanwege een artistiek meningsverschil. In 2005 verscheen hun debuutalbum, in februari 2008 volgde de cd Don't Wait Up.